# Dirt 5
Dirt 5 — компьютерная игра в жанре автосимулятора, разработанная и изданная британской компанией Codemasters. Игра является четырнадцатой в серии Colin McRae Rally и восьмой — в серии Dirt. Анонс игры произошёл на презентации новой консоли Xbox Series X — 7 мая 2020. Выпуск игры для Windows, PlayStation 4, Xbox One состоялся 6 ноября 2020 года, для PlayStation 5 и Xbox Series X/S — в ноябре 2020 года.

## Игровой процесс
Dirt 5 является игрой в жанре гоночного симулятора и ориентирована на разнообразные гонки по бездорожью. Дисциплины в игре включают в себя: ралли-кросс, ледовые гонки, гонки на супер-грузовиках на стадионах, гонки на багги по бездорожью.
Игроки могут соревноваться в различных странах на разных мероприятиях, включая США, Бразилию, Китай, Италию, Норвегию.
Игра включает в себя динамическую систему погоды и сезонов, влияющих на гонки: например, игрок может участвовать в соревнованиях по ледовым гонкам в Нью-Йорке только в зимние месяцы.
В игру также введена система разделённого экрана для четырёх игроков.
Dirt 5 также имеет повествовательный режим карьеры, в котором персонаж игрока соревнуется с соперником (озвученным Ноланом Нортом) в серии чемпионатов. У игрока также есть наставник (озвученный Троем Бейкером), который даёт им советы на протяжении всей их карьеры.

## Оценки
| Русскоязычные издания | Русскоязычные издания |
| Издание               | Оценка                |
| --------------------- | --------------------- |
| 3DNews                | 9,0/10                |

## Саундтрек
В саундтрек игры вошли работы множества музыкантов, таких как The Prodigy, Foals, The Chemical Brothers, Yungblud, The Killers, и у каждой гонки будет своей плей-лист треков.